# NGC 7257
NGC 7257 est une galaxie spirale intermédiaire située dans la constellation du Verseau. Sa vitesse par rapport au fond diffus cosmologique est de 4 549 ± 25 km/s, ce qui correspond à une distance de Hubble de 67,1 ± 4,7 Mpc (∼219 millions d'al). NGC 7257 a été découverte par l'astronome allemand Albert Marth en 1864. Cette galaxie a été redécouverte par l'astronome français Édouard Stephan le 19 septembre 1876 et elle a été inscrite au New General Catalogue sous la désignation NGC 7260.
La classe de luminosité de NGC 7257 est II-III et elle présente une large raie HI. Elle renferme également des régions d'hydrogène ionisé.

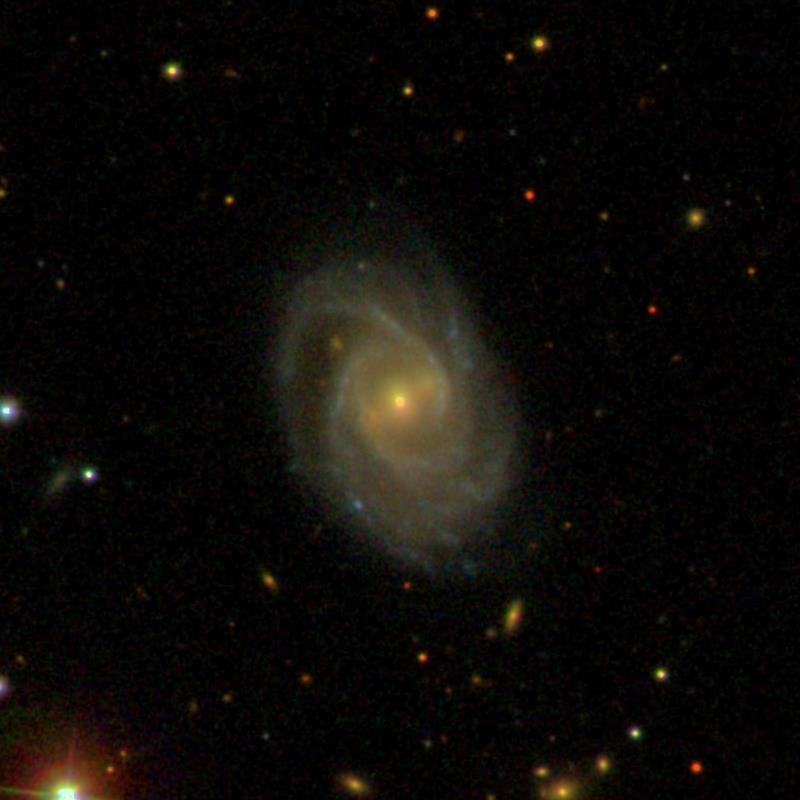
NGC 7257 par le relevé SDSS.

Sur les images du relevé Pan-STARRS et SDSS, ainsi que sur l'image du télescope spatial Hubble, on ne voit pas vraiment la présence d'une barre au centre de la galaxie. La classification de spirale barrée par Wolfgang Steinicke semble donc exagérée.
Selon la base de données Simbad, NGC 7260 (=NGC 7257) est une galaxie LINER, c'est-à-dire une galaxie dont le noyau présente un spectre d'émission caractérisé par de larges raies d'atomes faiblement ionisés.
À ce jour, 13 mesures non basées sur le décalage vers le rouge (redshift) donnent une distance de 71,538 ± 5,170 Mpc (∼233 millions d'al), ce qui est à l'intérieur des valeurs de la distance de Hubble, ce qui est à l'intérieur des valeurs de la distance de Hubble.

## Supernova
La supernova SN 2001cl a été découverte dans NGC NGC 7260 (=NGC 7257) le 4 juin 2001 dans le cadre du programme LOTOSS de l'Observatoire de Lick. Cette supernova était de type II.